# نيل بوغارت
نيل بوغارت (بالإنجليزية: Neil Bogart)‏ هو منتج أسطوانات أمريكي، ولد في 3 فبراير 1943 في بروكلين في الولايات المتحدة، وتوفي في 8 مايو 1982 في لوس أنجلوس في الولايات المتحدة بسبب لمفوما.

## وصلات خارجية
- نيل بوغارت على موقع الموسوعة البريطانية (الإنجليزية)
- نيل بوغارت على موقع ميوزك برينز (الإنجليزية)
- نيل بوغارت على موقع ديسكوغز (الإنجليزية)